# Damian Sawczak
Damian Sawczak (ur. 1847 w Nowej Wsi, zm. w grudniu 1912 we Lwowie) – prawnik, poseł na galicyjski Sejm Krajowy, doktor prawa.

## Życiorys
Pochodził z rodziny łemkowskiej. Studiował prawo na Uniwersytecie Lwowskim, w 1876 uzyskał doktorat. Pracował w sądownictwie galicyjskim, w Wyższym Sądzie Krajowym, w sądach powiatowych (Zaleszczyki, Wiśniowczyk, Bohorodczany, Husiatyn) i Sądzie Obwodowym w Brzeżanach; w latach 1897-1907 był radcą Sądu Krajowego we Lwowie.
Pełnił mandat radnego miasta Lwowa (1893-1895), zajmował się we lwowskim samorządzie m.in. sprawami majątkowymi gminy, przemysłem i handlem. W latach 1889–1901 był posłem do galicyjskiego Sejmu Krajowego, brał także udział w pracach Wydziału Krajowego. W czerwcu 1890 był członkiem Komitetu dla sprowadzenia zwłok Adama Mickiewicza, uczestniczył w pogrzebie poety w Krakowie 4 lipca 1890.
Działał na rzecz szkolnictwa ruskiego, w 1892 wnioskował w Sejmie Krajowym o utworzenie gimnazjów w Czortkowie, Brzeżanach lub Kołomyi z językiem wykładowym ruskim, później domagał się powołania ruskojęzycznego gimnazjum w Tarnopolu. Był założycielem i członkiem Rady Nadzorczej Towarzystwa Kredytowego „Dnister” oraz Krajowej Komisji dla włości rentowych. Pod koniec życia prowadził praktykę adwokacką w Borszczowie.